# 高岡大橋

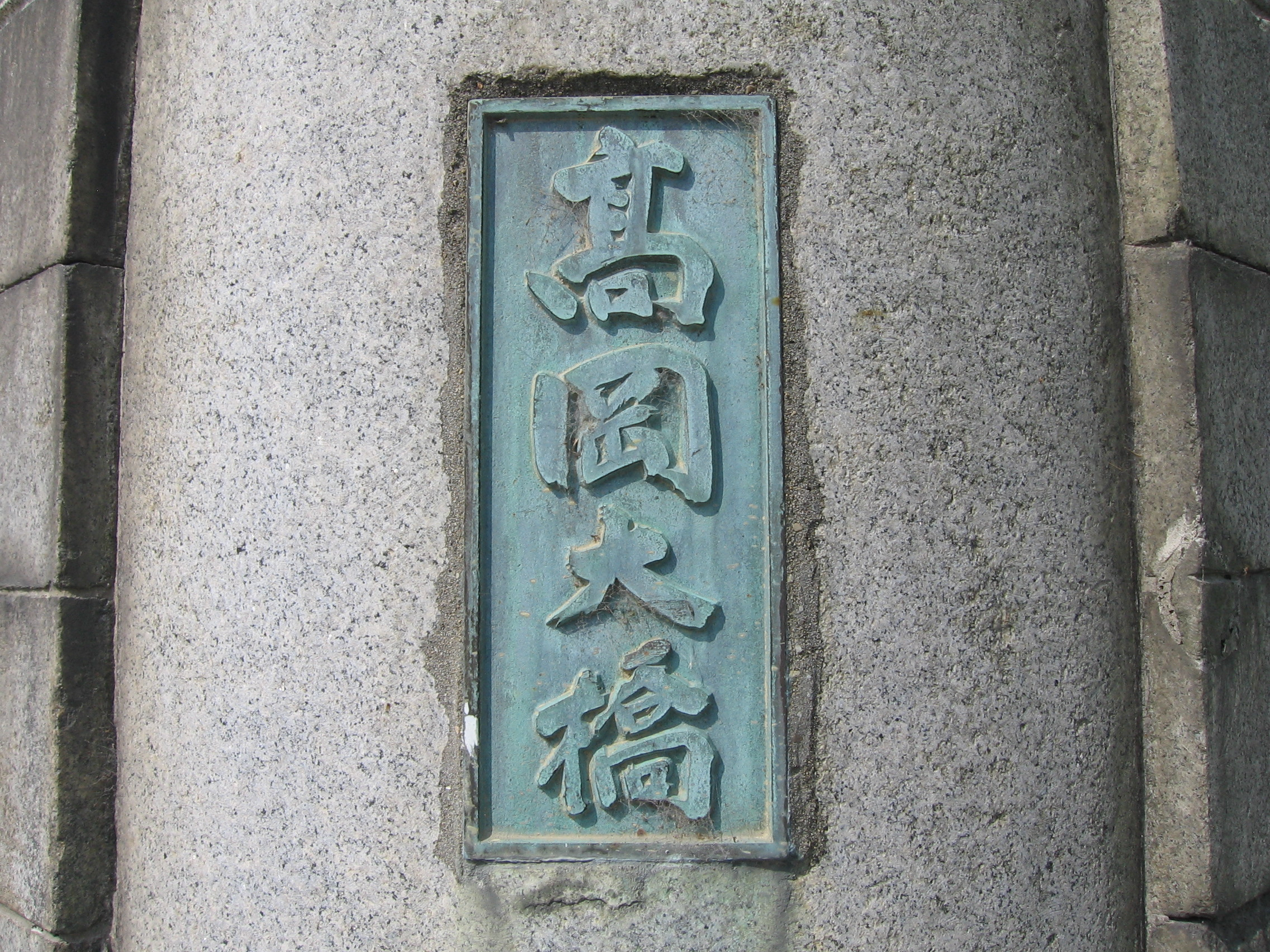
高岡大橋の銘板

高岡大橋（たかおかおおはし）は、一級河川の庄川を跨ぎ、富山県高岡市と同県射水市を結ぶ下路曲弦ワーレントラス橋（一部鋼鈑桁橋）。

## 概要
富山県道44号富山高岡線が通る。2車線の車道橋に加え、上流側（南側）に歩道橋が設置されている。歩道橋はのちに増設されたものであり、建設当時はなかった。全長436.2 m、幅員9.8 m（車道橋7.3 m）、車道幅員6.5m、歩道橋幅員2.5 m、登録番号T9-098。

## 歴史
内務省土木局の設計、石川島造船所の施工により、1937年（昭和12年）3月に開通した。この橋が架かる前までは、江戸時代より上流に架る大門大橋が北陸道の橋として、また国道8号（旧 国道11号）の橋として利用されてきたが、国道が曲がりくねっており、高岡市と富山市を直線的に結ぶルートに大改修の際、新たに建設されたものである。なお、最終的な竣工は1947年（昭和22年）と扱われている場合もある。
建設当時、現在の富山県道44号富山高岡線は国道11号、1952年以降は国道8号に指定されていた。1973年（昭和48年）に上流側に歩道橋が増設された。「日本の近代土木遺産2800選」に選ばれているほか、2009年（平成21年）には、「とやまの文化財百選（とやまの近代歴史遺産部門）」に選定されている。